# Halvor Hilde Gunleiksrud
Halvor Hilde Gunleiksrud (* 18. November 2000) ist ein norwegischer Skirennläufer.

## Karriere
Gunleiksrud wuchs in Bærum auf und startet auch für den dortigen Skiclub. Sein internationales Renndebüt gab er am 1. Dezember 2016 bei den norwegischen Juniorenmeisterschaften in Geilo. Sein erstes internationales Großereignis bestritt er 2019 bei den Juniorenweltmeisterschaften in Val di Fassa. Bis zu diesem Zeitpunkt war er hauptsächlich bei FIS-Rennen in Norwegen an den Start gegangen. Im Riesenslalom belegte er den vierten Platz, der Rückstand auf die Bronzemedaille betrug dabei nur knapp drei Zehntelsekunden. 
In den darauffolgenden Jahren startete Gunleiksrud neben den FIS-Rennen in Norwegen auch vermehrt im Europacup. Seinen ersten Podestplatz erreichte er am 12. Dezember 2022 beim Riesenslalom in Zinal. Die Europacupsaison 2022/23 sollte seine bis zu diesem Zeitpunkt erfolgreichste Saison sein. Neben diesem Podestplatz im Riesenslalom gelangen ihm noch fünf weitere Podiumsplatzierungen im Slalom, darunter auch seine ersten beiden Siege im Europacup, beide jeweils in Berchtesgaden innerhalb von 24 Stunden. Dadurch konnte Gunleiksrud die Disziplinenwertung im Slalom für sich entscheiden, in der Gesamtwertung belegte hinter den Schweizern Josua Mettler Marco Kohler und Arnaud Boisset den vierten Platz. Mit dem Sieg in der Slalomwertung sicherte sich er zudem einen Startplatz im Slalom für die Weltcupsaison 2023/24 außerhalb des Nationenkontigent. 
Am 18. November 2023 gab Gunleiksrud in Gurgl sein Weltcupdebüt, wobei er sich jedoch nicht für den zweiten Durchgang qualifizieren sollte. Seine ersten Weltcuppunkte gewann er am 2. März 2024 beim Riesenslalom in Aspen mit Rang 24.

## Erfolge

### Weltcup
- Eine Platzierung unter den besten 30

### Juniorenweltmeisterschaften
- Val di Fassa 2019: 4. Riesenslalom, 35. Slalom
- Bansko 2021: 15. Super-G, 21. Slalom, DNF Riesenslalom

### Europacup
- Saison 2022/23: 3.
- 6 Podestplätze, davon 2 Siege

| Datum            | Ort           | Land        | Disziplin |
| ---------------- | ------------- | ----------- | --------- |
| 17. Februar 2023 | Berchtesgaden | Deutschland | Slalom    |
| 18. Februar 2023 | Berchtesgaden | Deutschland | Slalom    |

### Australian New Zealand Cup
- 2 Platzierungen unter den besten 10

### Nor-Am Cup
- Eine Platzierung unter den besten 10

### Weitere Erfolge
- Norwegischer Vizemeister im Slalom (2023)
- Bronze bei den norwegischen Meisterschaften im Riesenslalom (2024)
- 10 Siege bei FIS-Rennen